# Sympecma gobica
Sympecma gobica – gatunek ważki z rodziny pałątkowatych (Lestidae). Występuje od północnego Iranu przez Azję Środkową i północny Afganistan po zachodnie Chiny; w Europie występuje na wydmie Sary-kum w Dagestanie (południowo-zachodnia Rosja).